# Batta András
Batta András (Budapest, 1953. szeptember 30. –) Széchenyi- és Erkel Ferenc-díjas magyar zenetörténész, habilitált egyetemi tanár, a Magyar Zene Háza Nonprofit Kft. ügyvezető igazgatója.

## Életpályája
A Kertész utcai Gyakorló Zeneiskola után a Bartók Béla Zeneművészeti Szakközépiskolába járt gordonka szakra. 1972–1977 között a Liszt Ferenc Zeneművészeti Egyetem zenetudományi szakán tanult, ezzel párhuzamosan az egyetem budapesti tanárképző intézetében gordonka szakot végzett, 1977-ben kapta meg gordonkatanári diplomáját. 1978–79-ben államközi ösztöndíjjal folytatott zenetudományi tanulmányokat a Bécsi Egyetemen. 1979-ben itthon – tudományos gyakornoki ösztöndíja után – zenetudományi diplomát is szerzett (a szakdolgozatának címe: Liszt szimfonikus költeményei és a jövő zenéje).
Azóta a Zeneakadémián a Zenetudományi szakon tanít általános és magyar zenetörténet, és tart speciális kollégiumokat. 1985-ben kutatói ösztöndíjjal Németországban és Ausztriában munkálkodott. 1990-től a Liszt Ferenc Zeneművészeti Egyetem docense, 2002–2004 között zenetudományi tanszékvezető és rektorhelyettes volt. 2004-től egyetemi tanár és rektor 2013-ig. 1996–2002 között a Könemann Music Budapest Zeneműkiadó főszerkesztője volt. 1998-ban PhD fokozatot szerzett. 2001-ben habilitált. 2007-ben részt vett a Visitor Programban az USA-ban. 2013-ban egyéves időtartamra az egységes komolyzenei koncepció kialakításáért és végrehajtásának koordinálásáért felelős kormánybiztossá nevezték ki.
Tudományos fokozatai
1998: PhD fokozat – Liszt Ferenc Zeneművészeti Egyetem. Disszertáció címe: Az improvizációtól a szimfonikus költeményig: A sajátos formavilág a karaktertípusok kialakulásának kevésbé figyelembe vett aspektusa Liszt Ferenc zenéjében.
2001: habilitáció – Liszt Ferenc Zeneművészeti Egyetemen – előadás címe: „Richard Strauss késői művei"

## Zeneakadémiai munkássága
2004–2013: a Liszt Ferenc Zeneművészeti Egyetem rektoraként vezetése alatt megindult a többlépcsős képzés, elkészült az Intézményfejlesztési terv, a 2005-ös felsőoktatási törvény szellemében megújították az egyetem szervezetét. Az intézmény ekkortól önállóan szervezi sikeres hangverseny sorozatait (Alma Mater Koncertek), az egyetem nemzetközi kapcsolatrendszere többek között az Amerikai Egyesült Államok és több ázsiai ország bevonásával jelentősen kibővült, emellett létrejött saját szponzorainak köre. Megalakult a Népzene Tanszék, a Zenepedagógiai Tanszék, 2005-ben integrálták a Kecskeméti Kodály Intézetet, illetve új tartalommal telt meg a zenekari képzés is. 2008 áprilisában az  szenátusa Batta Andrást megerősítette rektori tisztségében A kormányzat kiemelt projektjeként „Liszt Ferenc Zeneakadémiája, az európai zenei élet megújuló zenei központja Budapesten" címmel az egyetem ~13 milliárd forint európai uniós ill. magyar állami támogatásban részesült. A projekt részeként a Ligeti György nevét felvevő új oktatási épület ünnepélyes átadására 2011. október 1-én, a megújult Liszt Ferenc téri főépület újranyitására 2013. október 22-én került sor.
Tagságai
1993–2004 között a Magyar Zenetudományi és Zenekritikai Társaság alapító tagja volt. 2004 óta a Kodály Zoltán és a Fischer Annie ösztöndíj Kuratóriumának tagja. 2007 óta a Magyar Állami Operaház Baráti Körének elnökségi tagja. 2009 óta az Európai Zeneakadémiák Egyesületének (AEC) elnökségi tagja. 2010 óta a MERSZ (Művészeti Egyetemek Rektori Széke) soros elnöke és az Első Világháborús Centenáriumi Emlékbizottság Tudományos Tanácsadó Testületének a tagja.

## Zenei ismeretterjesztő tevékenysége
Rádióműsorok: Magyar Rádió: A hét zeneműve, Három szólamban, Kritikus füllel, Komolyzenei lemezlovas, Visszhang stb. (Magyar Rádió); Pasticcio (ORF Wien), magyar és európai zenetörténeti tárgyú műsorok (Klasszik Rádió). Számos komolyzenei TV-műsor (Zene, zene, zene, Hangvilla stb.), újságcikkek, programfüzetek hangversenyekhez, lemezfelvételekhez, ismeretterjesztő előadások.1996 és 2002 között szerzőként és szerkesztőként a kölni székhelyű Könemann Kiadónak dolgozott, az általa alkotott, szerkesztett és részben megírt, csaknem ezer oldalas Operakalauz 15 nyelven jelent meg, 2007-ben magyarul is. 2014-ben kapcsolódott be a Virtuózok klasszikus zenei TV-show zsűrijének munkájába; a Kis Virtuózok Alapítvány elnökeként (2015) tevékeny mentori szerepet vállalt. 2018-ban Miklósa Erikával és Novák Péterrel létrehozta a Partitúra című kulturális televíziós sorozatot, évente 15 műsorral.
Társadalmi szerepvállalása
1993–: Magyar Zenetudományi és Zenekritikai Társaság
2000–2013: Liszt Ferenc Zeneművészeti Egyetem Bartók-Pásztory Díj Kuratóriuma
2000–2013: Liszt Ferenc Zeneművészeti Egyetem Weiner Leó Közérdekű Kötelezettségvállalás Kuratóriuma – elnök
2004: Zempléni Művészeti Napok fesztivál művészeti kuratóriuma
2004–2013: Kodály Zoltán és a Fischer Annie ösztöndíj Kuratóriuma
2009–2012: az Európai Zeneakadémiák Egyesületének (AEC) elnökségi tagja
2010. június 1. – 2012. június 1.: a MERSZ (Művészeti Egyetemek Rektori Széke) soros elnöke

## Magyar Zene Háza
2015-ben csatlakozott a Liget Budapest Projekthez, a Magyar Zene Házának tartalmi (művészeti, pedagógiai) koncepcióját fejlesztette szakmai munkacsoport vezetőként. A Magyar Zene Háza Nonprofit Kft. megalakulásakor (2020) az új intézmény ügyvezető igazgatója lett.

## Magánélete
Szülei Batta János és Scudla Irén. 1981-ben házasságot kötött Banda Judittal, Banda Ede gordonkaművész lányával. Két fiuk született; János (1986) és György (1988).

## Könyvei
- Szemtől szemben: Richard Strauss; Budapest 1984; 298 pp.
- Álom, álom, édes álom – Népszínművek, operettek az Osztrák-Magyar Monarchiában (Träume sind Schäume); Budapest 1992; 136 pp.
- A zene tehetség gyökerei (Czeizel Endrével); Budapest 1992; 286 pp.
- Operakalauz – Könemann, 1999; 923 pp
- „Die Bach-Brüder; Könemann, 2001; 380 pp.
- Képes magyar zenetörténet (szerk. Kárpáti János); Budapest, 2004
- A Zeneakadémia, Budapest 100 éves épülete (Az intézmény rövid története Liszt Ferenctől Ligeti Györgyig); Budapest, 2007
- Marton Éva. A mennyei hang, Budapest, 2013

## Cikkei, tanulmányai
- Liszt Ferenc és az orosz „Ötök"; kiadatlan pályadíjnyertes tanulmány, 1976
- Beethoven fiatalkori zongoravariációi (Kovács Sándorral); Magyar Zene 1977; Studia Musicologica, 1977
- Die „Glockenspil-Idee" bei Liszt. Ein Problem der Lisztschen Kompositionstechnik; Liszt Studien 2. 1981, Kongressbericht Eisenstadt, 1978
- Liszt szimfonikus költemény koncepciója és a „jövő zenéje"; kiadatlan diplomadolgozat, zenetudományi tanszak, 1979
- 11 kiadatlan Mahler-levél a Zeneművészeti Főiskola könyvtárában (Gádor Ágnessel); Magyar Zene, 1981
- Gemeinsames Nietzsche-Symbol bei Bartók und bei Richard Strauss; Studia Musicologica, 1982
- Bartók und die Programmusik; Hamburger Jahrbuch für Musikwissenschaft 6., 1983
- „Programopera" zongorán. Sajátos stílusjegyek Liszt operaparafrázisaiban; Magyar Zene, 1986
- Liszt, Weimar, Ideale, Kongressbericht Weimar, 1986
- Gattung Paraphrase – die musikalische Hassliebe Liszts; Kongressbericht Wien, 1991
- Az ifjú Weiner Leó zeneszerzői stílusa; Weiner Tanulmányok, Liszt Ferenc Zeneművészeti Főiskola, Budapest, 1989
- Musikwissenschaftlicher „Kr ämerspiegel", oder Second-Hand Informationen im künftigen thematischen Katalog der Werke von F. Liszt; Studia Musicologica, 1992
- Der Fremde als komische Figur in der k.u.k. Operette; Die lustige Person auf der Bühne. Gesammelte Vorträge des Salzburger Symposions, Anif/Salzburg, 1994
- Das verführte Volk in der ungarischen Volksdemokratie: Musikalisch geschildert (1948-1988); „Weine, weine, du armes Volk". Das verführte und betrogene Volk auf der Bühne. Gesammelte Vorträge des Salzburger Symposions, Anif/Salzburg, 1995
- Sarastro beavatása; Zenetudományi Tanulmányok Kroó György tiszteletére. Magyar Zenetudományi és Zenekritikai Társaság, 1996
- Operette in Österreich-Ungarn. Ein Vergleich; Das Land des Glücks. Österreich und seine Operetten hrsg. von Erik Adam/Willi Rainer, Klagenfurt-Ljubljana-Wien, 1997
- A mikrofonnál Kroó György, 1981-1997; válogatta, és sajtó alá rendezte Batta András, Kovács János, Zsoldos Mária, Magyar Rádió, Budapest, 1998
- Richard Wagner und Ungarn; Wagner Weltweit. Die Zeitschrift des R.W. International e.V., 10. Jg. Nr30, Juli 1999
- A Monarchia osztrák-magyar operettje; Magyar muzsikusok itthon és a nagyvilágban; "Symphonia Hungarorum" Magyarország zenekultúrájának ezer éve c. kiállítás katalógusához, Budapest, 2001
- Balszerencsés remekművek. Vörösmarty-Weiner: Csongor és Tünde (in: Magyar Zene, 2002, XL. évf. 4. szám)
- „Yladok" – Sándor Emma és Kodály Zoltán (Hungaroton, Budapest, 2006)

## Díjai, elismerései
- Erkel Ferenc-díj (1994)
- Péterfi-plakett (2000)
- HVG Golden Job – karrier díj (2008)
- Prima díj (2012)
- Széchenyi-díj (2014)